# Michał Apafy II
Michał Apafy II (węg. Apafi Mihály; ur. 13 października 1676, zm. 1 lutego 1713) – książę Siedmiogrodu w roku 1690.
Pochodził ze szlacheckiej rodziny węgierskiej, był synem Michała Apafiego, długoletniego księcia siedmiogrodzkiego. Jeszcze za życia ojca został wyznaczony na następcę i zatwierdzony w tej roli przez Wysoką Portę. Wkrótce potem Siedmiogród zwrócił się w stronę Austrii, która zaczęła zyskiwać przewagę nad imperium osmańskim. Po śmierci ojca w kwietniu 1690, która nastąpiła w trakcie wojny austriacko-tureckiej, został zatwierdzony na księcia Siedmiogrodu przez cesarza Leopolda I. Tymczasem do Siedmiogrodu wkroczyły wojska prowadzone przez popieranego przez sułtana Imre Thököliego. Ten pokonał Austriaków w bitwie pod Zărneşti (zginął tam m.in. Michał Teleki, najbliższy współpracownik Michała Apafiego I, sprawujący faktyczną władzę w Siedmiogrodzie) i stany siedmiogrodzkie wybrały go na księcia. Losy jednak już wkrótce się odmieniły, jeszcze w tym samym roku Turcy ponieśli porażkę pod Szalánkemen i zostali zmuszeni do wycofania się z Siedmiogrodu. Młody Apafy jednak nie odzyskał tronu. W 1691 cesarz Leopold zastąpił księcia gubernatorem. Michała Apafiego II zmuszono do zrzeczenia się tytułu książęcego w 1696 (przyjął go wówczas sam cesarz). Sam Michał żył w Wiedniu z pensji cesarskiej jeszcze kilkanaście lat.